# Ancylecha
Ancylecha is een geslacht van rechtvleugeligen uit de familie sabelsprinkhanen (Tettigoniidae). De wetenschappelijke naam van dit geslacht is voor het eerst geldig gepubliceerd in 1838 door Serville.

## Soorten
Het geslacht Ancylecha  is monotypisch en omvat slechts de volgende soort:
- Ancylecha fenestrata (Fabricius, 1793)